# Ulota magellanica
Ulota magellanica là một loài Rêu trong họ Orthotrichaceae. Loài này được (Mont.) A. Jaeger miêu tả khoa học đầu tiên năm 1874.